# Coccoloba nigrescens
Coccoloba nigrescens är en slideväxtart som beskrevs av Gustav Lindau. Coccoloba nigrescens ingår i släktet Coccoloba och familjen slideväxter. Inga underarter finns listade i Catalogue of Life.